# Три Риверс (Орегон)
Три Риверс (енгл. Three Rivers) насељено је место без административног статуса у америчкој савезној држави Орегон.

## Демографија
По попису из 2010. године број становника је 3.014, што је 569 (23,3%) становника више него 2000. године.
| Група             | 2000.         | 2010.         |
| Белци             | 2.274 (93,0%) | 2.786 (92,4%) |
| Афроамериканци    | 9 (0,4%)      | 5 (0,2%)      |
| Азијати           | 7 (0,3%)      | 13 (0,4%)     |
| Хиспаноамериканци | 66 (2,7%)     | 119 (3,9%)    |
| Укупно            | 2.445         | 3.014         |